# El Maresme
El Maresme es una comarca española, situada en la provincia de Barcelona, Cataluña, entre el río Tordera (al norte) y la villa de Montgat (en el sur).

## Geografía

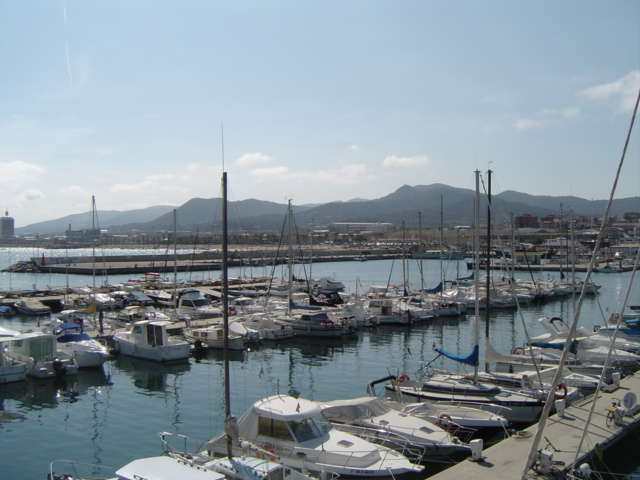
El puerto de Mataró.

Se trata de una estrecha franja a las vertientes y a los pies de las montañas de la cordillera Litoral —Sierra de Sant Mateu, Sierra del Corredor y del Macizo del Montnegre (las dos últimas forman el Parque natural del Montnegre y el Corredor)— de playas largas y arenosas donde confluyen una serie de rieras formadas en las montañas mencionadas.
Mataró es la capital de la comarca, que comprende: Mataró, Arenys de Mar, Canet de Mar, Calella, El Masnou, Premiá de Mar, Vilasar de Mar, Tordera o Pineda de Mar, entre otras. Su litoral es conocido turísticamente como la Costa del Maresme.
Las montañas del Maresme están compuestas de rocas graníticas, la alteración de las cuales ha originado un tipo de arena de gran importancia en la formación de suelos fértiles (sauló). La base de la montaña está formada por la acumulación de arcillas y arenas procedentes de las vertientes superiores. El relieve del litoral es diverso, según la topografía y el tipo de rocas, y está formado por playas y acantilados, normalmente de escasa altura.

### Clima

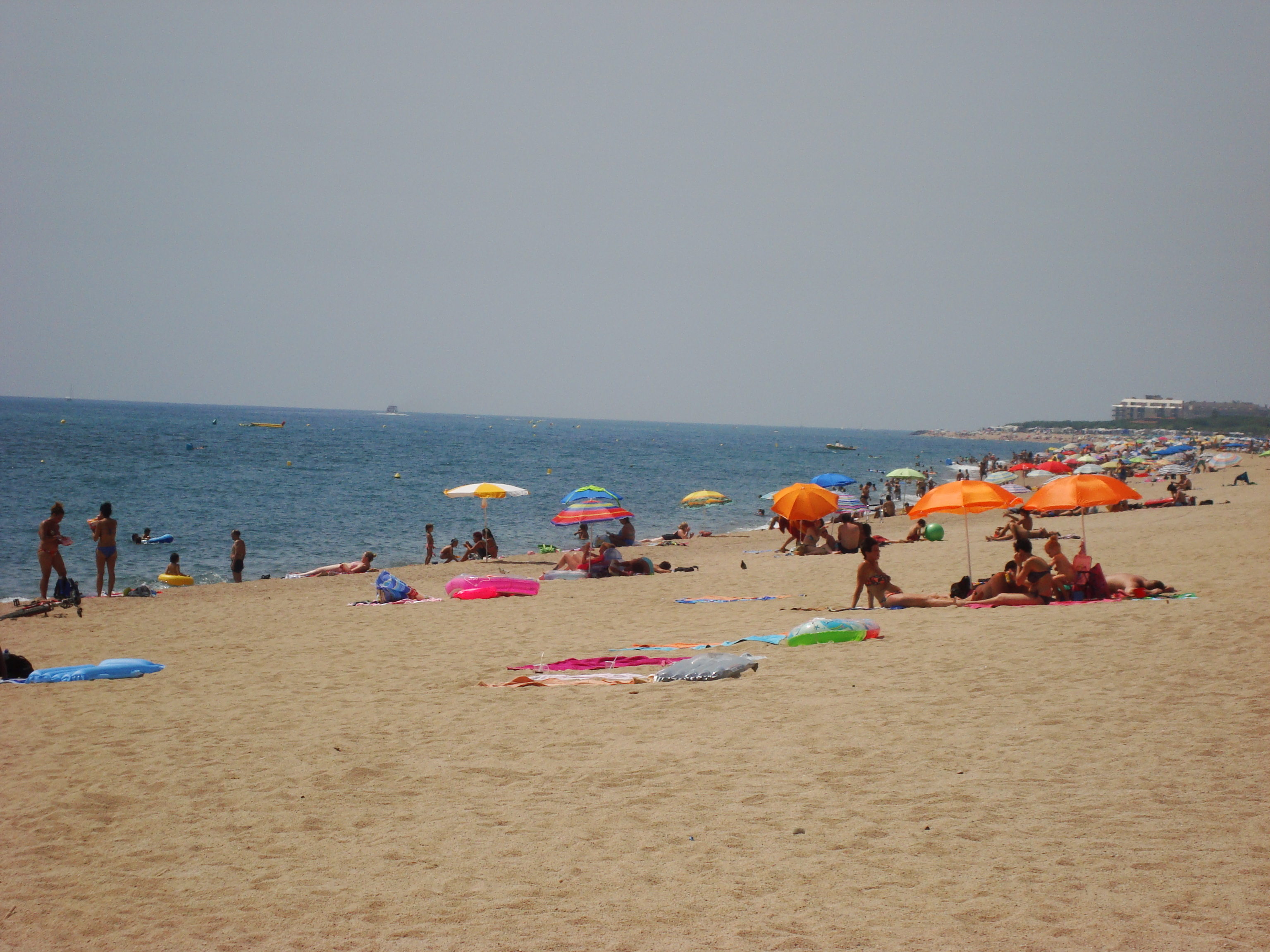
Playa de Calella.

El clima es de tipo mediterráneo templado. Las precipitaciones medias anuales oscilan entre 600 y 800 mm; las máximas se registran en la sierra del Montnegre y las mínimas en la franja litoral del sur de la comarca, que apenas alcanza los 600 mm anuales. El otoño y la primavera son las estaciones más lluviosas. Las precipitaciones suelen ser en forma de chubascos repentinos, que provocan un aumento brusco del caudal de los arroyos, que se desbordan arrastrando todo lo que encuentran a su paso. Las temperaturas son moderadas y se sitúan en torno a 15 °C de media anual en la costa y 12 °C en la cima del Montnegre.

## Historia
La clara unidad geográfica de la comarca no se corresponde con su historia: el sector desde Montgat a Caldetas (Bajo Maresme) formó parte desde la Edad Media de la diócesis, condado y veguería de Barcelona, mientras que el sector entre Arenys de Mar y Tordera (Alto Maresme) lo fue de la diócesis, condado y veguería de Gerona. 
El peligro de ataques piratas hizo que las poblaciones antiguas creasen núcleos de población apartadas de la costa (ahora denominadas de Dalt (Arriba) o de Munt (Montaña), mientras que los antiguos barrios de pescadores se convirtieron desde el siglo XVIII en núcleos importantes debido a la industrialización.
El aumento demográfico constatado en los últimos cien años es considerable. En 1850, la comarca contaba con 70 547 habitantes, cifra que se mantuvo aproximadamente hasta 1900 (71 671 habitantes). A partir de esa fecha el aumento ha sido constante. En 1930 se censaron 97 056 habitantes y en 1950, 104 163 hab. A partir de las oleadas de inmigrantes procedentes del sur de España, la población se elevó a 252 862 habitantes (1981). Actualmente hay un continuum urbano desde Barcelona hasta Mataró, como si se tratase de una larga avenida.
En 1996 la población era de 318 891 habitantes, pero ahora la comarca está experimentando una segunda gran oleada de inmigrantes, procedentes de África, Sudamérica y China que elevará la población a nuevos máximos.

## Economía
La vida económica se articula alrededor de la industria (textil, géneros de punto, metalúrgica, alimentaria, química y construcción de maquinaria), la construcción y los servicios, tanto los destinados a la población permanente, como los dirigidos a visitantes de fin de semana o de verano. Parte de la comarca, especialmente el sector sur de Mataró (Bajo Maresme), se ha convertido en una ciudad dormitorio de Barcelona. La agricultura (huerta y floricultura) representa aún un papel importante en la economía de la comarca y en la fisonomía del paisaje.
En los últimos decenios se ha convertido —por lo benigno del clima y la belleza del paisaje y también por la proximidad de Barcelona— en una comarca eminentemente turística, especialmente el Alto Maresme (Calella, Pineda de Mar, Malgrat de Mar, Arenys de Mar). 
Esta comarca dispone de una buena infraestructura turística, especialmente a lo largo de toda su línea litoral, que se denomina Costa del Maresme, nombre con el que es conocida turísticamente, situada en la costa catalana entre la Costa Brava y la ciudad de Barcelona.

## Medios de comunicación

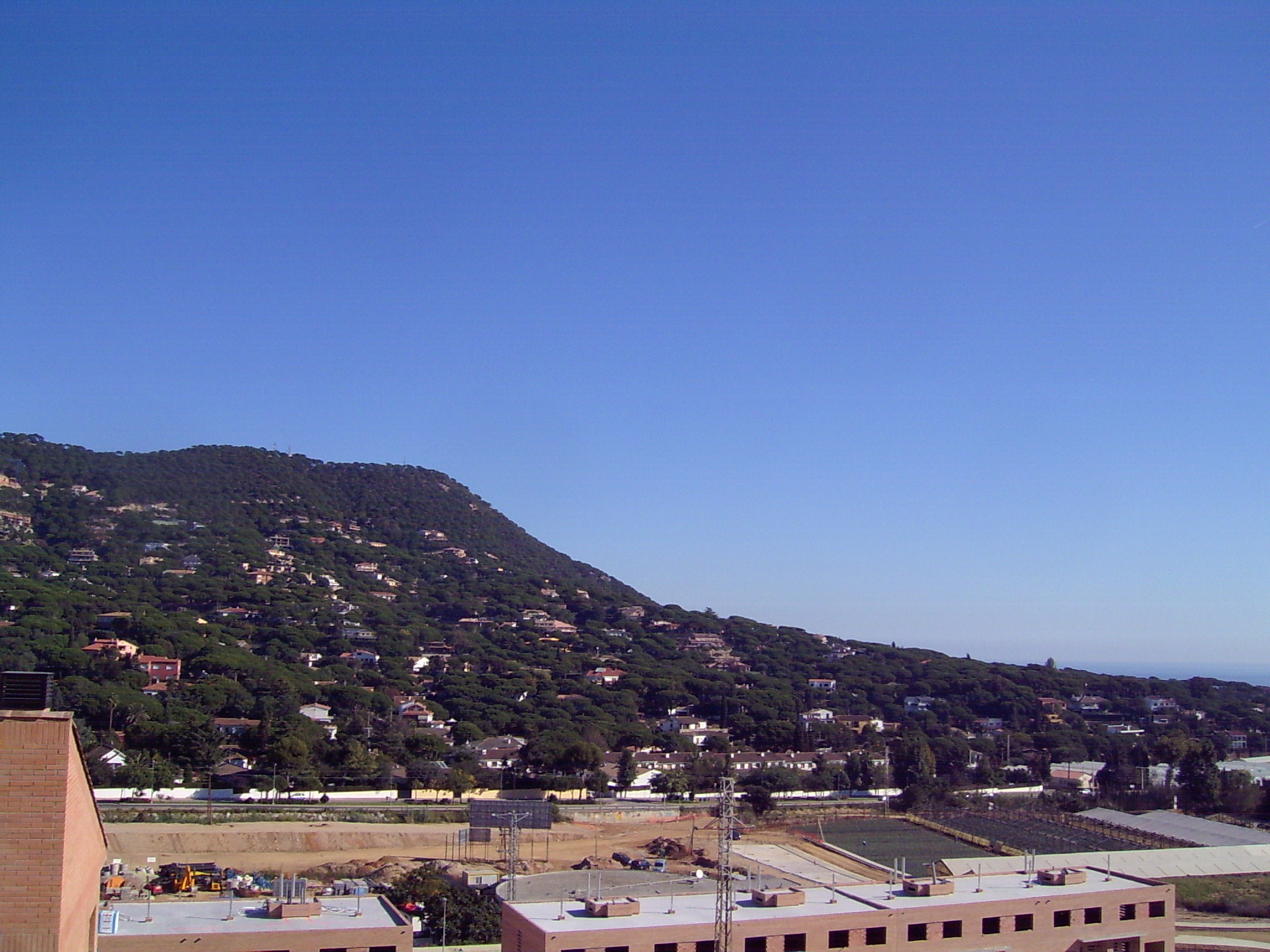
Cima de Montcabrer.

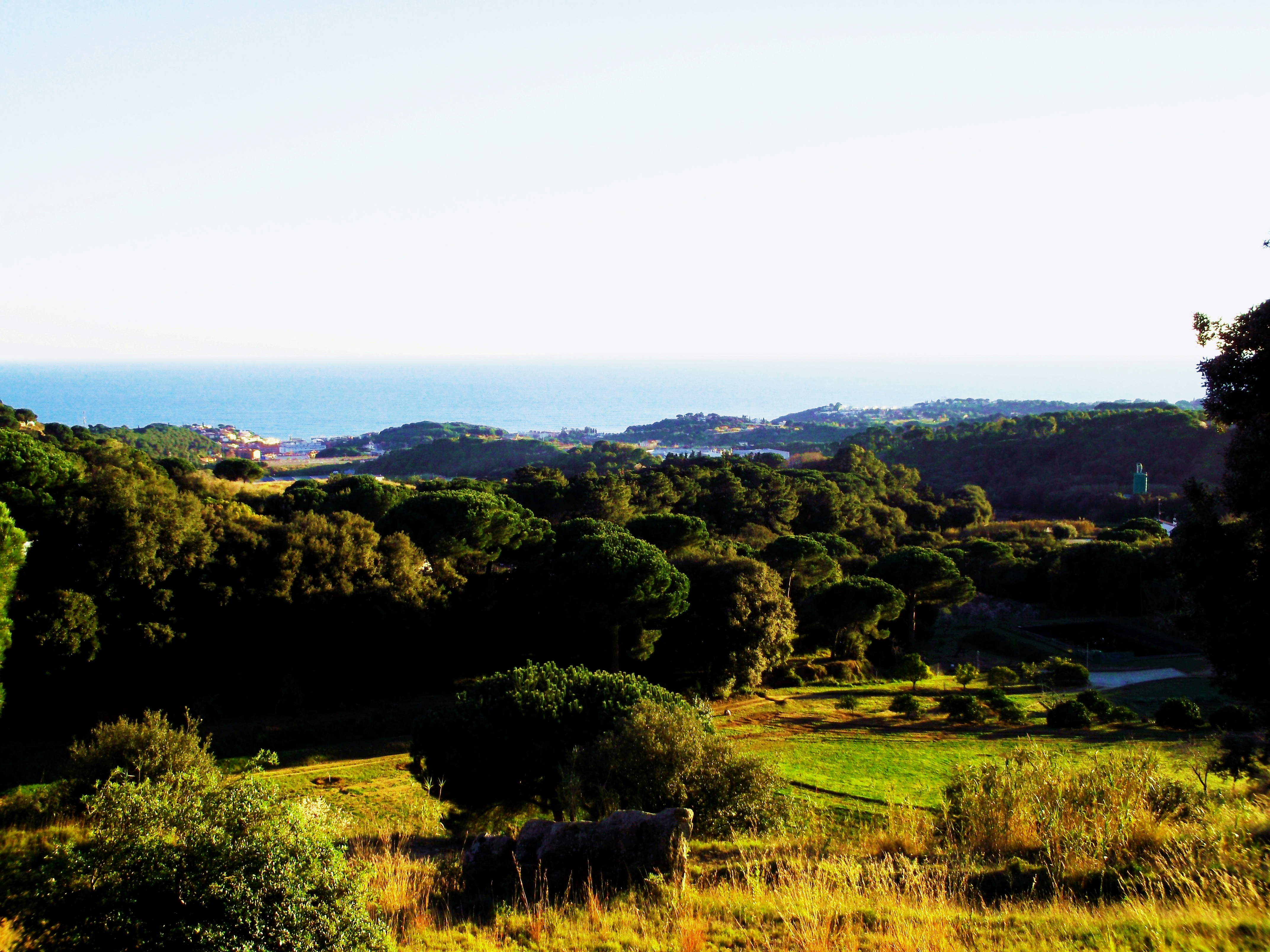
Canet de Mar

El medio de comunicación de referencia de esta comarca es m1tv, la televisión local de Mataró y el Maresme.
m1tv no emite a todas las poblaciones. Los medios de comunicación de referencia son La Vanguardia Digital/Maresme y la edición comarcal de El Punt.

## Transporte
Por Rodalies existe la Línea R1y Línea RG1: Molins de Rey/Hospitalet de Llobregat-Mataró/Arenys de Mar/Calella/Blanes/Massanet-Massanas/Figueras/Portbou
Existen también un gran número de líneas de autocares comarcales y otras que comunican con la capital. La mayoría son explotadas por la empresa Casas como la C1 - Mataró (Centro) - Barcelona, la C2 - Mataró (Norte) - Barcelona, la C3·C4 - Vilasar de Dalt/Premiá de Mar - Barcelona, la C5 - Mataró - Bellaterra UAB, la C7 - Vilasar de Mar - Cabrera de Mar per P.I. Els Garrofers, la C10 - Mataró - Barcelona por Nacional II, la C12 - Cabrils - Vilasar de Mar, la C13 - Servei Urbà Vilasar de Mar, la C14 - Premiá de Dalt - Premiá de Mar - Camp de Mar, la C15 - Teyá - El Masnou, la C16 - Servicio Urbano Cabrera de Mar, la C20 - Mataró - San Andrés de Llavaneras - San Vicente de Montalt, la C21 - San Vicente de Montalt - Caldetes, la C22 - San Andrés de Llavaneras Centro - Estación, la C30 - Mataró - Vilasar de Dalt, la C31 - Vilasar de Dalt - Estación de Premiá de Mar, la C34 - Teyá - Alella, la N80 - Mataró - Barcelona (servicio nocturno) y la N81 - Barcelona - Vilasar de Dalt (servicio nocturno). Existen también otros buses de Sagalés y Barcelona Bus como los que hacen la ruta Orrius - Argentona - Mataró (Hospital), Aeropuerto de Gerona-Costa Brava - Costa Brava Sur / Maresme Norte, Aeropuerto de Gerona-Costa Brava - Granollers - Mataró, Argentona - Mataró (Centro), Argentona - Veïnat del Cros - Mataró, Barcelona - Calella - Blanes - Massanet de la Selva, Canet de Mar - Sant Pol - Calella (Hospital), Canyamars - Dosrius - Argentona - Mataró, Palafolls - Tordera - Malgrat - Calella (Hospital), Sabadell - Granollers - Mataró y N-82 Barcelona - Mataró - Malgrat de Mar (servicio nocturno).

## Cultura

### Fiestas
Fiesta mayor de San Pedro de el Masnou (finales de junio), fiesta de los Piratas (10 de julio) en Premià de Mar; aplec de Pascua en el Santuario del Corredor (Dosrius); aplec de la sardana en Calella (junio); alfombras de flores en el Corpus de Argentona; retablo de los Santos Mártires en Vilasar de Dalt (abril); Les Santes de Mataró (27 de julio); baile de la plaza en Arenys de Mar (agosto); fiesta de la vendimia en Alella (septiembre); feria de Tordera (diciembre).

### Gastronomía
Vinos de Alella, guisantes de San Andrés de Llavaneras, patatas de Mataró, judías y tomates de las huertas, fresones, platos de pescado en las poblaciones costeras, especialmente en Arenys de Mar (subastas de pescado). También cabe mencionar la fresa de la Vallalta, con principal explotación en San Cipriano de Vallalta.

## Flora
La vegetación espontánea está constituida básicamente por encinares y alcornocales. En las vertientes superiores de la sierra del Montnegre y en las zonas umbrías predominarían los robledales, principalmente de roble africano. El fondo de los valles estaría poblado por olmos, alisos y sauces. En la actualidad se encuentran encinares, alcornocales, robledales y en el Montnegre, plantaciones de castaños. En las zonas restantes encontraremos encinares y pinares alternando con matorrales y brezos. Sin embargo, la mayoría del terreno está ocupado por cultivos, viviendas y urbanizaciones, que se sitúan incluso en zonas elevadas.

## Municipios
| Ciudad                                               | Extensión | Altitud | Población (2023) | Distancia a Barcelona | Partidos de gobierno           |
| ---------------------------------------------------- | --------- | ------- | ---------------- | --------------------- | ------------------------------ |
| Alella                                               | 9,58 km²  | 90 m    | 10 139           | 17 km                 | ERC-PSC                        |
| Arenys de Mar                                        | 6,08 km²  | 40 m    | 16 342           | 40 km                 | Junts X Arenys                 |
| Arenys de Munt                                       | 21,03 km² | 121 m   | 9413             | 45 km                 | ERC-CUP                        |
| Argentona                                            | 25,40 km² | 88 m    | 12 846           | 30 km                 | Tots per Argentona y ERC       |
| Cabrera de Mar                                       | 9,02 km²  | 104 m   | 4945             | 29 km                 | Junts                          |
| Cabrils                                              | 7,01 km²  | 147 m   | 7799             | ---                   | ERC                            |
| Caldetas (Caldes d'Estrac)                           | 0,90 km²  | 33 m    | 3223             | 42 km                 | Junts X Caldes d'Estrac        |
| Calella                                              | 8,01 km²  | 5 m     | 19 862           | 50 km                 | ERC                            |
| Canet de Mar                                         | 5,56 km²  | 15 m    | 15 010           | 40 km                 | Canetencs Independents y ERC   |
| Dosríus (Dosrius)                                    | 40,82 km² | 147 m   | 5910             | ---                   | PSC                            |
| Malgrat de Mar                                       | 8,92 km²  | 4 m     | 19 213           | 60 km                 | PSC, Junts X Malgrat           |
| Masnou (El Masnou)                                   | 3,44 km²  | 27 m    | 24 181           | 13 km                 | ERC                            |
| Mataró                                               | 22,53 km² | 28 m    | 129 870          | 30 km                 | PSC                            |
| Montgat                                              | 2,09 km²  | 20 m    | 12 462           | 10 km                 | PSC y Junts                    |
| Orrius (Òrrius)                                      | 5,66 km²  | 259 m   | 799              | ---                   | Junts y ERC                    |
| Palafolls                                            | 16,47 km² | 16 m    | 9819             | 64 km                 | ERC                            |
| Pineda de Mar                                        | 10,77 km² | 10 m    | 28 751           | 55 km                 | PSC                            |
| Premiá de Dalt (Premià de Dalt)                      | 6,05 km²  | 142 m   | 10 532           | 20 km                 | Junts y PSC                    |
| Premiá de Mar (Premià de Mar)                        | 1,96 km²  | 8 m     | 28 767           | 21 km                 | Junts                          |
| San Andrés de Llavaneras (Sant Andreu de Llavaneres) | 11,84 km² | 114 m   | 11 831           | 35 km                 | PSC,PPC y Acord per Llavaneres |
| San Acisclo de Vallalta (Sant Iscle de Vallalta)     | 17,72 km² | 129 m   | 1441             | ---                   | Som-hi per Sant Iscle          |
| San Cipriano de Vallalta (Sant Cebrià de Vallalta)   | 15,79 km² | 71 m    | 3792             | 50 km                 | ERC y Junts                    |
| San Pol de Mar (Sant Pol de Mar)                     | 7,49 km²  | 15 m    | 5791             | 49 km                 | Junts                          |
| San Vicente de Montalt (Sant Vicenç de Montalt)      | 8,00 km²  | 143 m   | 6701             | 40 km                 | Siempre Santvi y PPC           |
| Santa Susana (Santa Susanna)                         | 12,06 km² | 10 m    | 3887             | 58 km                 | Junts                          |
| Teyá (Teià)                                          | 6,72 km²  | 128 m   | 6693             | ---                   | Gent de Teià y ERC             |
| Tiana                                                | 7,09 km²  | 136 m   | 9198             | 17 km                 | Junts X Tiana                  |
| Tordera                                              | 84,06 km² | 34 m    | 18 409           | 65 km                 | Junts                          |
| Vilasar de Dalt (Vilassar de Dalt)                   | 9,01 km²  | 135 m   | 9230             | 26 km                 | ARA Vilassar y PSC             |
| Vilasar de Mar (Vilassar de Mar)                     | 4,01 km²  | 10 m    | 21 055           | 24 km                 | Junts y ERC                    |
| TOTAL                                                | 438,8 km² |         | 467 398          |                       |                                |

## Política
La institución encargada de dirigir algunos organismos de alcance comarcal es el denominado Consell Comarcal de El Maresme. La elección de los consejeros de la institución se lleva a cabo mediante elecciones desde 1987 por un mandato de 4 años. 